# 1958-as labdarúgó-világbajnokság
Az 1958-as labdarúgó-világbajnokság volt a 6. labdarúgó-világbajnokság. Svédországban tartották meg június 8-ától június 29-éig. A Nemzetközi Labdarúgó-szövetség 1950-ben választotta ki Svédországot rendezőnek.
A döntőt Brazília nyerte 5–2-re a házigazda Svédország ellen. A torna gólkirálya a francia Just Fontaine lett 13 találattal.
Ezen a tornán debütált a brazil válogatottban az alig 17 éves Pelé, aki később minden idők egyik legjobb labdarúgójává vált.

## Rendező
Argentína, Chile, Mexikó és Svédország érdeklődött a torna rendezésre iránt. Végül egyedül Svédország adta le a pályázatát és a FIFA 1950. június 23-i Rio de Janeiro-i kongresszusán megkapta a rendezés jogát.

## Selejtezők

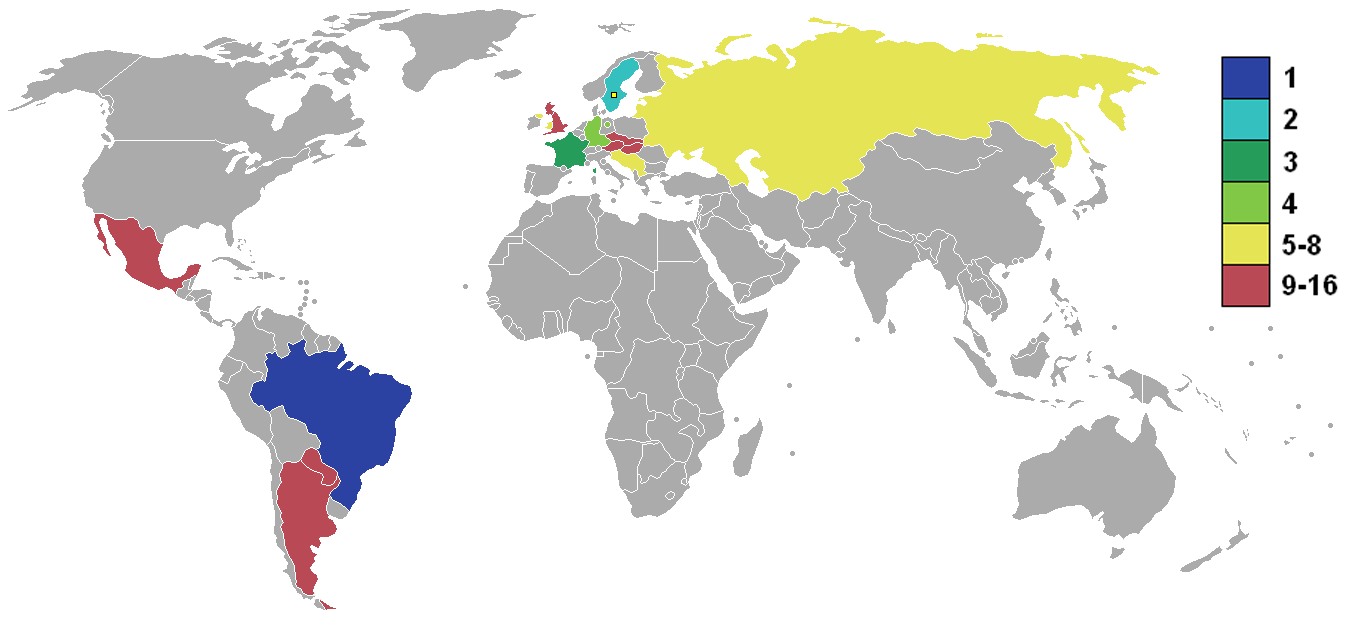
A tornára kijutott országok

A selejtezők során összesen 55 válogatott vett részt, mely a 16 kiadó helyért versengett. A selejtezők végén története során először kvalifikálta magát a szovjet válogatott, emellett először (és eddig utoljára) jutott ki mind a 4 brit válogatott a világbajnokságra.
A sorsolás 1958. február 8-án, Solnában zajlott. Eszerint a 16 részt vevő válogatottat négy 4 fős csoportba sorsolták. Minden csoportban 1-1 brit, kelet-európai, nyugat-európai és latin-amerikai csapat szerepelt.

## Összegzés
A torna lebonyolítása változott a 4 évvel korábbiéhoz képest: 16 válogatott kvalifikálta magát a tornára, de ezúttal mindenki játszott csoportja többi tagja ellen legalább egyszer, döntetlen esetén hosszabbítás nélkül. Ha a csoportmérkőzések végén a csoportok második és harmadik helyezettjei azonos pontszámmal álltak, következett a rájátszás, és a győztes jutott a negyeddöntőbe. Ha ez a mérkőzés döntetlennel zárult, a gólkülönbség döntött. Ha egy csoportban az első két helyezett állt azonos pontszámmal, a gólkülönbség döntött.
A 4. csoportban, a későbbi győztes brazil válogatottban egészen az utolsó , Szovjetunió elleni csoportmérkőzésig nem lépett pályára a torna felfedezettje, Pelé. Ezen a mérkőzésen, bár még nem talált a kapuba, a brazil válogatott győzni tudott, többek között Garrinchának köszönhetően. A győzelemnek köszönhetően a „Selecão” a csoportját is megnyerte. Ezelőtt a találkozó előtt a brazil válogatott 0–0-s döntetlent játszott Anglia ellen, ez volt a világbajnokságok történetének első gól nélkül végződő mérkőzése. Az angol csapat végül rájátszásra kényszerült, ahol a Szovjetunióval találkoztak. Ezt a mérkőzést Anatolij Iljin 67. percben szerzett találata döntötte el, így ebből a csoportból a brazil és a szovjet csapat jutott a negyeddöntőbe, míg Angliának és Ausztriának véget ért a világbajnokság.
A rájátszásra szükség volt az 1. (Észak-Írország jutott a legjobb 8 közé Csehszlovákia legyőzésével) és a 3. (Wales 2–1-re győzte le a magyar labdarúgó-válogatottat) csoportban is. A magyar válogatott az 1956-os forradalom és az ezt követő emigrációk miatt nagyon meggyengülve szerepelt ezen a világbajnokságon. A négy évvel korábban ezüstérmes csapatból mindössze négyen, Grosics Gyula, Bozsik József, Budai László és Hidegkuti Nándor maradtak.
A négy brit csapat közül Skócia került a legnehezebb csoportba, ellenfelei ugyanis Jugoszlávia, Paraguay és Franciaország voltak. A csoportban végül minden a várakozásoknak megfelelően alakult, a francia válogatott lett az első, Jugoszlávia a második, míg a skótok az utolsó helyen végeztek.
A negyeddöntőben a későbbi gólkirály, a francia Just Fontaine hasonló ütemben szerezte a gólokat, mint a csoportmérkőzések során. Észak-Írország ellen újabb 2 gólt rúgott. Az NSZK Helmut Rahn góljával győzte le Jugoszláviát, Svédország pedig két góllal bizonyult jobbnak a szovjet válogatottnál. Brazília Wales 1–0-s legyőzésével jutott az elődöntőbe.
Az elődöntőben a házigazda Svédország tovább folytatta menetelését, ezúttal az NSZK-t győzték le viszonylag könnyen, 3–1-re , bár ez Erich Juskowiak kiállításának (ő lett a második kiállított játékos a világbajnokságokon, az első 1930-ban volt), valamint a csapatkapitány Fritz Walter sérülésének is volt köszönhető (ez a sérülés egyben karrierje végét is jelentette). Mivel cserélni először az 1970-es világbajnokságon lehetett, így a német válogatott 9 emberrel fejezte be a mérkőzést.
A másik elődöntőben, a Franciaország-Brazília találkozón Fontaine hiába szerzett 2 gólt, a brazilok nagyszerűen játszottak, és végül 5–2-es győzelemmel jutottak a döntőbe, ahol Svédország várt rájuk. Ezen a mérkőzésen Pelé mesterhármast szerzett.
A bronzmérkőzésen a francia válogatott nagyrészt Just Fontaine 4 góljának köszönhetően nagyon simán, 6–3-ra legyőzte az NSZK válogatottját. Fontaine végül 13 találattal lett gólkirály, ezt a rekordot azóta sem sikerült senkinek megdöntenie.
A döntőt Solnában, 50 ezer néző előtt rendezték. A brazil válogatott korán, már a 4. percben gólt kapott, ám nem törtek össze, nem sokkal ezután Vavá egyenlített. Ő később még egy gólt szerzett. A második félidőben már nem volt esélye a svéd válogatottnak, ugyanis előbb Pelé duplázott, majd a 68. percben Zagallo is betalált. Ezután a svéd csapat már csak szépíteni tudott, ezzel kialakult az 5–2-es végeredmény. Brazília ezen a tornán szerezte meg első világbajnoki címét.

## Helyszínek
A mérkőzéseket 12 város (Borås, Eskilstuna, Göteborg, Halmstad, Helsingborg, Malmö, Norrköping, Sandviken, Stockholm (Solna), Uddevalla, Västerås) 12 stadionjában rendezték.
| Solna (Stockholm)        | Göteborg                                                                                                  | Malmö | Helsingborg                                                                                               |
| ------------------------ | --- | --- | --- |
| Råsunda Stadion          | Ullevi | Malmö Stadion                                                                                             | Olimpiai Stadion                                                                                          |
| Befogadóképesség: 52,400 | Befogadóképesség: 53,500                                                                                  | Befogadóképesség: 30,000                                                                                  | Befogadóképesség: 27,000                                                                                  |
|                          | | | |
| Eskilstuna               | Borås Eskilstuna Göteborg Halmstad Helsingborg Malmö Norrköping Örebro Sandviken Solna Uddevalla Västerås | Borås Eskilstuna Göteborg Halmstad Helsingborg Malmö Norrköping Örebro Sandviken Solna Uddevalla Västerås | Borås Eskilstuna Göteborg Halmstad Helsingborg Malmö Norrköping Örebro Sandviken Solna Uddevalla Västerås |
| Tunavallen               | Borås Eskilstuna Göteborg Halmstad Helsingborg Malmö Norrköping Örebro Sandviken Solna Uddevalla Västerås | Borås Eskilstuna Göteborg Halmstad Helsingborg Malmö Norrköping Örebro Sandviken Solna Uddevalla Västerås | Borås Eskilstuna Göteborg Halmstad Helsingborg Malmö Norrköping Örebro Sandviken Solna Uddevalla Västerås |
| Befogadóképesség: 20,000 | Borås Eskilstuna Göteborg Halmstad Helsingborg Malmö Norrköping Örebro Sandviken Solna Uddevalla Västerås | Borås Eskilstuna Göteborg Halmstad Helsingborg Malmö Norrköping Örebro Sandviken Solna Uddevalla Västerås | Borås Eskilstuna Göteborg Halmstad Helsingborg Malmö Norrköping Örebro Sandviken Solna Uddevalla Västerås |
|                          | Borås Eskilstuna Göteborg Halmstad Helsingborg Malmö Norrköping Örebro Sandviken Solna Uddevalla Västerås | Borås Eskilstuna Göteborg Halmstad Helsingborg Malmö Norrköping Örebro Sandviken Solna Uddevalla Västerås | Borås Eskilstuna Göteborg Halmstad Helsingborg Malmö Norrköping Örebro Sandviken Solna Uddevalla Västerås |
| Norrköping               | Borås Eskilstuna Göteborg Halmstad Helsingborg Malmö Norrköping Örebro Sandviken Solna Uddevalla Västerås | Borås Eskilstuna Göteborg Halmstad Helsingborg Malmö Norrköping Örebro Sandviken Solna Uddevalla Västerås | Borås Eskilstuna Göteborg Halmstad Helsingborg Malmö Norrköping Örebro Sandviken Solna Uddevalla Västerås |
| Idrottsparken            | Borås Eskilstuna Göteborg Halmstad Helsingborg Malmö Norrköping Örebro Sandviken Solna Uddevalla Västerås | Borås Eskilstuna Göteborg Halmstad Helsingborg Malmö Norrköping Örebro Sandviken Solna Uddevalla Västerås | Borås Eskilstuna Göteborg Halmstad Helsingborg Malmö Norrköping Örebro Sandviken Solna Uddevalla Västerås |
| Befogadóképesség: 20,000 | Borås Eskilstuna Göteborg Halmstad Helsingborg Malmö Norrköping Örebro Sandviken Solna Uddevalla Västerås | Borås Eskilstuna Göteborg Halmstad Helsingborg Malmö Norrköping Örebro Sandviken Solna Uddevalla Västerås | Borås Eskilstuna Göteborg Halmstad Helsingborg Malmö Norrköping Örebro Sandviken Solna Uddevalla Västerås |
|                          | Borås Eskilstuna Göteborg Halmstad Helsingborg Malmö Norrköping Örebro Sandviken Solna Uddevalla Västerås | Borås Eskilstuna Göteborg Halmstad Helsingborg Malmö Norrköping Örebro Sandviken Solna Uddevalla Västerås | Borås Eskilstuna Göteborg Halmstad Helsingborg Malmö Norrköping Örebro Sandviken Solna Uddevalla Västerås |
| Sandviken                | Borås Eskilstuna Göteborg Halmstad Helsingborg Malmö Norrköping Örebro Sandviken Solna Uddevalla Västerås | Borås Eskilstuna Göteborg Halmstad Helsingborg Malmö Norrköping Örebro Sandviken Solna Uddevalla Västerås | Borås Eskilstuna Göteborg Halmstad Helsingborg Malmö Norrköping Örebro Sandviken Solna Uddevalla Västerås |
| Jernvallen               | Borås Eskilstuna Göteborg Halmstad Helsingborg Malmö Norrköping Örebro Sandviken Solna Uddevalla Västerås | Borås Eskilstuna Göteborg Halmstad Helsingborg Malmö Norrköping Örebro Sandviken Solna Uddevalla Västerås | Borås Eskilstuna Göteborg Halmstad Helsingborg Malmö Norrköping Örebro Sandviken Solna Uddevalla Västerås |
| Befogadóképesség: 20,000 | Borås Eskilstuna Göteborg Halmstad Helsingborg Malmö Norrköping Örebro Sandviken Solna Uddevalla Västerås | Borås Eskilstuna Göteborg Halmstad Helsingborg Malmö Norrköping Örebro Sandviken Solna Uddevalla Västerås | Borås Eskilstuna Göteborg Halmstad Helsingborg Malmö Norrköping Örebro Sandviken Solna Uddevalla Västerås |
|                          | Borås Eskilstuna Göteborg Halmstad Helsingborg Malmö Norrköping Örebro Sandviken Solna Uddevalla Västerås | Borås Eskilstuna Göteborg Halmstad Helsingborg Malmö Norrköping Örebro Sandviken Solna Uddevalla Västerås | Borås Eskilstuna Göteborg Halmstad Helsingborg Malmö Norrköping Örebro Sandviken Solna Uddevalla Västerås |
| Uddevalla                | Borås Eskilstuna Göteborg Halmstad Helsingborg Malmö Norrköping Örebro Sandviken Solna Uddevalla Västerås | Borås Eskilstuna Göteborg Halmstad Helsingborg Malmö Norrköping Örebro Sandviken Solna Uddevalla Västerås | Borås Eskilstuna Göteborg Halmstad Helsingborg Malmö Norrköping Örebro Sandviken Solna Uddevalla Västerås |
| Rimnersvallen            | Borås Eskilstuna Göteborg Halmstad Helsingborg Malmö Norrköping Örebro Sandviken Solna Uddevalla Västerås | Borås Eskilstuna Göteborg Halmstad Helsingborg Malmö Norrköping Örebro Sandviken Solna Uddevalla Västerås | Borås Eskilstuna Göteborg Halmstad Helsingborg Malmö Norrköping Örebro Sandviken Solna Uddevalla Västerås |
| Befogadóképesség: 17,778 | Borås Eskilstuna Göteborg Halmstad Helsingborg Malmö Norrköping Örebro Sandviken Solna Uddevalla Västerås | Borås Eskilstuna Göteborg Halmstad Helsingborg Malmö Norrköping Örebro Sandviken Solna Uddevalla Västerås | Borås Eskilstuna Göteborg Halmstad Helsingborg Malmö Norrköping Örebro Sandviken Solna Uddevalla Västerås |
|                          | Borås Eskilstuna Göteborg Halmstad Helsingborg Malmö Norrköping Örebro Sandviken Solna Uddevalla Västerås | Borås Eskilstuna Göteborg Halmstad Helsingborg Malmö Norrköping Örebro Sandviken Solna Uddevalla Västerås | Borås Eskilstuna Göteborg Halmstad Helsingborg Malmö Norrköping Örebro Sandviken Solna Uddevalla Västerås |
| Borås                    | Halmstad                                                                                                  | Örebro | Västerås                                                                                                  |
| Ryavallen                | Örjans Vall                                                                                               | Eyravallen                                                                                                | Arosvallen                                                                                                |
| Befogadóképesség: 15,000 | Befogadóképesség: 15,000                                                                                  | Befogadóképesség: 13,000                                                                                  | Befogadóképesség: 10,000                                                                                  |
|                          | | | |

## Játékvezetés
A világbajnokság arról adott számot, hogy a világ labdarúgása négy esztendő alatt megint jó nagyot haladt előre. A játékvezetés szempontjából láthatóan megkezdődött az a törekvés, hogy az egységes szellemű játékvezetés világméretekben valósulhasson meg. A játék követésének taktikája minden mérkőzésen átlós rendszerben történt. Annak ellenére, hogy az oldalvonalas és az átlós játékvezetői taktika alkalmazásával is elérhető magas színvonalú szolgálat, bebizonyosodott, hogy az átlós módszer jobban szolgálja a játék gyors fejlődését. A partjelzők felfogása – a FIFA elvárásának megfelelően olyan játékvezetők végezték a partjelzői feladatokat, akik maguk is tényleges játékvezetők, alig ismerték egymást és előfordulhattak burkolt sértődések is – változott, nagyobb teret kaptak az együttműködés megvalósításában, felelős jelzéseik tartalmát megnövelték. A bedobás, szögletrúgás, kirúgás és a leshelyzet jelzésén túl, beavatkozhattak a játékba akkor, ha véleményük szerint a játékvezető nem láthatta a szabálysértést. A lesállások elbírálásánál a játékvezetők teljesen a partjelzőkre bízták magukat.
A partjelzők szakmai fejlődése biztosítéka a magasabb szintű játékvezetésnek.

### Etikátlanság
Jack Mowat (skót) játékvezetőt a svéd-magyar mérkőzés után etikátlanság miatt a FIFA JB vezetői hazaküldték.

### Játékvezetők
| Európa - Lucien van Nuffel - Zsolt István - Albert Dusch - Leo Lemešić - Martin Macko - Johan Bronkhorst - Nyikolaj Gavrilovics Latisev - Raymond Wyssling - Friedrich Seipelt - Maurice Guigue - Juan Gardeazábal Garay - Vincenzo Orlandini - Arthur Ellis - Reginald Leafe - Mervyn Griffiths - Jack Mowat - Joaquim Campos - Arne Eriksson - Carl Jørgensen - Sten Ahlner - Georg Dragvoll - Birger Nilsen - Leo Helge - Bengt Andrén - Bertil Lööw - Gösta Ackerborn - Bengt Lundell | Dél-Amerika - Juan Brozzi - José María Codesal |

## Sorsolás
| Nyugat-európai kalap                           | Kelet-európai kalap                                        | Brit kalap                                 | Amerikai kalap                             |
| ---------------------------------------------- | ---------------------------------------------------------- | ------------------------------------------ | ------------------------------------------ |
| - Svédország - NSZK - Ausztria - Franciaország | - Csehszlovákia - Magyarország - Szovjetunió - Jugoszlávia | - Anglia - Észak-Írország - Skócia - Wales | - Argentína - Brazília - Mexikó - Paraguay |

## Eredmények

### Csoportmérkőzések

#### 1. csoport
| Csapat         | M | Gy | D | V | Lg | Kg | Gk | P |
| -------------- | - | -- | - | - | -- | -- | -- | - |
| NSZK           | 3 | 1  | 2 | 0 | 7  | 5  | +2 | 4 |
| Észak-Írország | 3 | 1  | 1 | 1 | 4  | 5  | –1 | 3 |
| Csehszlovákia  | 3 | 1  | 1 | 1 | 8  | 4  | +4 | 3 |
| Argentína      | 3 | 1  | 0 | 2 | 5  | 10 | –5 | 2 |

| 1958. június 8. 19:00 |

| NSZK                    | 3–1               | Argentína   |
| ----------------------- | ----------------- | ----------- |
| Rahn 32' 79' Seeler 40' | (2–1) Jegyzőkönyv | Corbatta 2' |

| Malmö Stadion, Malmö Nézőszám: 32 000 Játékvezető: Reginald Leafe (angol) Asszisztensek: Leo Helge (dán), Sten Ahlner (svéd) |

| 1958. június 8. 19:00 |

| Észak-Írország | 1–0               | Csehszlovákia |
| -------------- | ----------------- | ------------- |
| Cush 16'       | (1–0) Jegyzőkönyv |               |

| Örjans Vall, Halmstad Nézőszám: 26 000 Játékvezető: Friedrich Seipelt (osztrák) Asszisztensek: Arthur Ellis (angol), Joaquim Campos (portugál) |

| 1958. június 11. 19:00 |

| Argentína                                     | 3–1               | Észak-Írország |
| --------------------------------------------- | ----------------- | -------------- |
| Corbatta 38' (11-esből) Menéndez 55' Avio 89' | (1–1) Jegyzőkönyv | McParland 3'   |

| Örjans Vall, Halmstad Nézőszám: 14 000 Játékvezető: Sten Ahlner (svéd) Asszisztensek: Joaquim Campos (portugál), Leo Helge (dán) |

| 1958. június 11. 19:00 |

| NSZK                 | 2–2               | Csehszlovákia                   |
| -------------------- | ----------------- | ------------------------------- |
| Schäfer 59' Rahn 70' | (0–2) Jegyzőkönyv | Dvořák 24' (11-esből) Zikán 43' |

| Olimpiai Stadion, Helsingborg Nézőszám: 25 000 Játékvezető: Arthur Ellis (angol) Asszisztensek: Reginald Leafe (angol), Friedrich Seipelt (osztrák) |

| 1958. június 15. 19:00 |

| NSZK                | 2–2               | Észak-Írország    |
| ------------------- | ----------------- | ----------------- |
| Rahn 20' Seeler 79' | (1–1) Jegyzőkönyv | McParland 17' 58' |

| Malmö Stadion, Malmö Nézőszám: 35 000 Játékvezető: Joaquim Campos (portugál) Asszisztensek: Sten Ahlner (svéd), Leo Helge (dán) |

| 1958. június 15. 19:00 |

| Csehszlovákia                                               | 6–1               | Argentína               |
| ----------------------------------------------------------- | ----------------- | ----------------------- |
| Dvořák 8' Zikán 17' 40' Feureisl 69' Václav Hovorka 82' 89' | (3–0) Jegyzőkönyv | Corbatta 65' (11-esből) |

| Olimpiai Stadion, Helsingborg Nézőszám: 20 000 Játékvezető: Arthur Ellis (angol) Asszisztensek: Reginald Leafe (angol), Friedrich Seipelt (osztrák) |

##### Rájátszás
| 1958. június 17. 19:00 |

| Észak-Írország    | 2–1 (h.u.)        | Csehszlovákia |
| ----------------- | ----------------- | ------------- |
| McParland 44' 91' | (1–1) Jegyzőkönyv | Zikán 19'     |

| Malmö Stadion, Malmö Nézőszám: 26 000 Játékvezető: Maurice Guigue (francia) Asszisztensek: Joaquim Campos (portugál), Sten Ahlner (svéd) |

#### 2. csoport
| Csapat        | M | Gy | D | V | Lg | Kg | Gk | P |
| ------------- | - | -- | - | - | -- | -- | -- | - |
| Franciaország | 3 | 2  | 0 | 1 | 11 | 7  | +4 | 4 |
| Jugoszlávia   | 3 | 1  | 2 | 0 | 7  | 6  | +1 | 4 |
| Paraguay      | 3 | 1  | 1 | 1 | 9  | 12 | –3 | 3 |
| Skócia        | 3 | 0  | 1 | 2 | 4  | 6  | –2 | 1 |

| 1958. június 8. 19:00 |

| Franciaország                                                         | 7–3               | Paraguay                               |
| --------------------------------------------------------------------- | ----------------- | -------------------------------------- |
| Fontaine 24' 30' 67' Piantoni 52' Wisniewski 61' Kopa 70' Vincent 83' | (2–2) Jegyzőkönyv | Amarilla 20' 44' (11-esből) Romero 50' |

| Malmö Stadion, Malmö Nézőszám: 16 500 Játékvezető: Juan Gardeazabal (spanyol) Asszisztensek: Mervyn Griffiths (walesi), Juan Brozzi (argentin) |

| 1958. június 8. 19:00 |

| Jugoszlávia  | 1–1               | Skócia     |
| ------------ | ----------------- | ---------- |
| Petaković 6' | (1–0) Jegyzőkönyv | Murray 49' |

| Arosvallen, Västerås Nézőszám: 9 500 Játékvezető: Raymon Wyssling (svájci) Asszisztensek: Vincenzo Orlandini (olasz), Martin Macko (csehszlovák) |

| 1958. június 11. 19:00 |

| Jugoszlávia                       | 3–2               | Franciaország   |
| --------------------------------- | ----------------- | --------------- |
| Petaković 16' Veselinović 63' 88' | (1–1) Jegyzőkönyv | Fontaine 4' 85' |

| Arosvallen, Västerås Nézőszám: 12 000 Játékvezető: Mervyn Griffiths (walesi) Asszisztensek: Raymon Wyssling (svájci), Georg Dragvoll (norvég) |

| 1958. június 11. 19:00 |

| Paraguay                    | 3–2               | Skócia                |
| --------------------------- | ----------------- | --------------------- |
| Agüero 4' Ré 45' Parodi 73' | (2–1) Jegyzőkönyv | Mudie 24' Collins 74' |

| Idrottsparken, Norrköping Nézőszám: 12 000 Játékvezető: Vincenzo Orlandini (olasz) Asszisztensek: Juan Gardeazabal (spanyol), Bengt Andrén (svéd) |

| 1958. június 15. 19:00 |

| Franciaország             | 2–1               | Skócia    |
| ------------------------- | ----------------- | --------- |
| Piantoni 22' Fontaine 44' | (2–0) Jegyzőkönyv | Baird 58' |

| Eyravallen, Örebro Nézőszám: 13 500 Játékvezető: Juan Brozzi (argentin) Asszisztensek: Vincenzo Orlandini (olasz), Raymon Wyssling (svájci) |

| 1958. június 15. 19:00 |

| Paraguay                         | 3–3               | Jugoszlávia                               |
| -------------------------------- | ----------------- | ----------------------------------------- |
| Parodi 20' Agüero 52' Romero 80' | (1–2) Jegyzőkönyv | Ognjanović 18' Veselinović 21' Rajkov 73' |

| Tunavallen, Eskilstuna Nézőszám: 12 000 Játékvezető: Martin Macko (csehszlovák) Asszisztensek: Mervyn Griffiths (walesi), Juan Gardeazabal (spanyol) |

#### 3. csoport
| Csapat       | M | Gy | D | V | Lg | Kg | Gk | P |
| ------------ | - | -- | - | - | -- | -- | -- | - |
| Svédország   | 3 | 2  | 1 | 0 | 5  | 1  | +5 | 5 |
| Wales        | 3 | 0  | 3 | 0 | 2  | 2  | 0  | 3 |
| Magyarország | 3 | 1  | 1 | 1 | 6  | 3  | +3 | 3 |
| Mexikó       | 3 | 0  | 1 | 2 | 1  | 8  | –7 | 1 |

| 1958. június 8. 19:00 |

| Svédország                                | 3–0               | Mexikó |
| ----------------------------------------- | ----------------- | ------ |
| Simonsson 17' 64' Liedholm 57' (11-esből) | (1–0) Jegyzőkönyv |        |

| Råsunda Stadion, Solna Nézőszám: 45 000 Játékvezető: Nyikolaj Gavrilovics Latisev (szovjet) Asszisztensek: Jack Mowat (skót), Arne Eriksson (finn) |

| 1958. június 8. 19:00 |

| Magyarország | 1–1               | Wales       |
| ------------ | ----------------- | ----------- |
| Bozsik 5'    | (1–1) Jegyzőkönyv | Charles 27' |

| Jernvallen, Sandviken Nézőszám: 20 000 Játékvezető: José María Codesal (uruguayi) Asszisztensek: Leo Lemešić (jugoszláv), Lucien van Nuffel (belga) |

| 1958. június 11. 19:00 |

| Mexikó       | 1–1               | Wales         |
| ------------ | ----------------- | ------------- |
| Belmonte 89' | (0–1) Jegyzőkönyv | Allchurch 32' |

| Råsunda Stadion, Solna Nézőszám: 25 000 Játékvezető: Leo Lemešić (jugoszláv) Asszisztensek: Nyikolaj Gavrilovics Latisev (szovjet), José María Codesal (uruguayi) |

| 1958. június 12. 19:00 |

| Svédország     | 2–1               | Magyarország |
| -------------- | ----------------- | ------------ |
| Hamrin 34' 55' | (1–0) Jegyzőkönyv | Tichy 77'    |

| Råsunda Stadion, Solna Nézőszám: 40 000 Játékvezető: Jack Mowat (skót) Asszisztensek: Lucien van Nuffel (belga), Georg Dragvoll (norvég) |

| 1958. június 15. 14:00 |

| Svédország | 0–0               | Wales |
| ---------- | ----------------- | ----- |
|            | (0–0) Jegyzőkönyv |       |

| Råsunda Stadion, Solna Nézőszám: 35 000 Játékvezető: Lucien van Nuffel (belga) Asszisztensek: Leo Lemešić (jugoszláv), Nyikolaj Gavrilovics Latisev (szovjet) |

| 1958. június 15. 19:00 |

| Magyarország                          | 4–0               | Mexikó |
| ------------------------------------- | ----------------- | ------ |
| Tichy 19' 46' Sándor 54' Bencsics 69' | (1–0) Jegyzőkönyv |        |

| Jernvallen, Sandviken Nézőszám: 13 300 Játékvezető: Arne Eriksson (finn) Asszisztensek: José María Codesal (uruguayi), Jack Mowat (skót) |

##### Rájátszás
| 1958. június 17. 19:00 |

| Wales                    | 2–1               | Magyarország |
| ------------------------ | ----------------- | ------------ |
| Allchurch 55' Medwin 76' | (0–1) Jegyzőkönyv | Tichy 33'    |

| Råsunda Stadion, Solna Nézőszám: 20 000 Játékvezető: Nyikolaj Gavrilovics Latisev (szovjet) Asszisztensek: José María Codesal (uruguayi), Arne Eriksson (finn) |

#### 4. csoport
| Csapat      | M | Gy | D | V | Lg | Kg | Gk | P |
| ----------- | - | -- | - | - | -- | -- | -- | - |
| Brazília    | 3 | 2  | 1 | 0 | 5  | 0  | +5 | 5 |
| Szovjetunió | 3 | 1  | 1 | 1 | 4  | 4  | 0  | 3 |
| Anglia      | 3 | 0  | 3 | 0 | 4  | 4  | 0  | 3 |
| Ausztria    | 3 | 0  | 1 | 2 | 2  | 7  | –5 | 1 |

| 1958. június 8. 19:00 |

| Brazília                         | 3–0               | Ausztria |
| -------------------------------- | ----------------- | -------- |
| Mazola 38' 89' Nílton Santos 49' | (1–0) Jegyzőkönyv |          |

| Rimnersvallen, Uddevalla Nézőszám: 25 000 Játékvezető: Maurice Guigue (francia) Asszisztensek: Albert Dusch (NSZK), Johan Bronkhorst (holland) |

| 1958. június 8. 19:00 |

| Szovjetunió                 | 2–2               | Anglia               |
| --------------------------- | ----------------- | -------------------- |
| Szimonyan 13' A. Ivanov 55' | (1–0) Jegyzőkönyv | Kevan 66' Finney 85' |

| Ullevi, Göteborg Nézőszám: 45 000 Játékvezető: Zsolt István (magyar) Asszisztensek: Birger Nilsen (norvég), Carl Jørgensen (dán) |

| 1958. június 11. 19:00 |

| Brazília | 0–0               | Anglia |
| -------- | ----------------- | ------ |
|          | (0–0) Jegyzőkönyv |        |

| Ryavallen, Borås Nézőszám: 30 000 Játékvezető: Albert Dusch (NSZK) Asszisztensek: Bertil Lööw (svéd), Zsolt István (magyar) |

| 1958. június 11. 19:00 |

| Szovjetunió             | 2–0               | Ausztria |
| ----------------------- | ----------------- | -------- |
| Iljin 15' V. Ivanov 62' | (1–0) Jegyzőkönyv |          |

| Ullevi, Göteborg Nézőszám: 22 000 Játékvezető: Carl Jørgensen (dán) Asszisztensek: Birger Nilsen (norvég), Gösta Ackerborn (svéd) |

| 1958. június 15. 19:00 |

| Anglia               | 2–2               | Ausztria              |
| -------------------- | ----------------- | --------------------- |
| Haynes 56' Kevan 73' | (0–1) Jegyzőkönyv | Koller 16' Körner 70' |

| Ryavallen, Borås Nézőszám: 16 800 Játékvezető: Johan Bronkhorst (holland) Asszisztensek: Albert Dusch (NSZK), Zsolt István (magyar) |

| 1958. június 15. 19:00 |

| Brazília    | 2–0               | Szovjetunió |
| ----------- | ----------------- | ----------- |
| Vavá 2' 65' | (1–0) Jegyzőkönyv |             |

| Ullevi, Göteborg Nézőszám: 50 000 Játékvezető: Maurice Guigue (francia) Asszisztensek: Birger Nilsen (norvég), Carl Jørgensen (dán) |

##### Rájátszás
| 1958. június 17. 19:00 |

| Szovjetunió | 1–0               | Anglia |
| ----------- | ----------------- | ------ |
| Iljin 68'   | (0–0) Jegyzőkönyv |        |

| Ullevi, Göteborg Nézőszám: 23 180 Játékvezető: Albert Dusch (NSZK) Asszisztensek: Johan Bronkhorst (holland), Friedrich Seipelt (osztrák) |

### Kieséses szakasz
|  |                |                |              |            |   |               |               |           |               |               |               |       |       |
|  | Negyeddöntők   | Negyeddöntők   | Negyeddöntők |            |   | Elődöntők     | Elődöntők     | Elődöntők |               |               | Döntő         | Döntő | Döntő |
|  | Negyeddöntők   | Negyeddöntők   | Negyeddöntők |            |   | Elődöntők     | Elődöntők     | Elődöntők |               |               | Döntő         | Döntő | Döntő |
|  | Malmö          |                |              |            |   |               |               |           |               |               |               |       |       |
|  |                |                |              |            |   |               |               |           |               |               |               |       |       |
|  | NSZK           | NSZK           | 1            |            |   |               |               |           |               |               |               |       |       |
|  | NSZK           | NSZK           | 1            | Göteborg   |   |               |               |           |               |               |               |       |       |
|  | Jugoszlávia    | Jugoszlávia    | 0            |            |   |               |               |           |               |               |               |       |       |
|  | Jugoszlávia    | Jugoszlávia    | 0            |            |   | NSZK          | NSZK          | 1         |               |               |               |       |       |
|  | Solna          |                |              |            |   | NSZK          | NSZK          | 1         |               |               |               |       |       |
|  |                |                | Svédország   | Svédország | 3 |               |               |           |               |               |               |       |       |
|  | Svédország     | Svédország     | Svédország   | Svédország | 3 | 2             |               |           |               |               |               |       |       |
|  | Svédország     | Svédország     |              |            |   | 2             | Solna         |           |               |               |               |       |       |
|  | Szovjetunió    | Szovjetunió    | 0            |            |   |               |               |           |               |               |               |       |       |
|  | Szovjetunió    | Szovjetunió    | 0            |            |   | Svédország    | Svédország    | 2         |               |               |               |       |       |
|  | Norrköping     |                |              |            |   | Svédország    | Svédország    | 2         |               |               |               |       |       |
|  |                |                | Brazília     | Brazília   | 5 |               |               |           |               |               |               |       |       |
|  | Franciaország  | Franciaország  | Brazília     | Brazília   | 5 | 4             |               |           |               |               |               |       |       |
|  | Franciaország  | Franciaország  | Solna        |            |   | 4             |               |           |               |               |               |       |       |
|  | Észak-Írország | Észak-Írország | 0            |            |   |               |               |           |               |               |               |       |       |
|  | Észak-Írország | Észak-Írország | 0            |            |   | Franciaország | Franciaország | 2         | Bronzmérkőzés | Bronzmérkőzés | Bronzmérkőzés |       |       |
|  | Göteborg       |                |              |            |   | Franciaország | Franciaország | 2         | Bronzmérkőzés | Bronzmérkőzés | Bronzmérkőzés |       |       |
|  |                |                | Brazília     | Brazília   | 5 |               |               | Göteborg  | Göteborg      | Göteborg      |               |       |       |
|  | Brazília       | Brazília       | Brazília     | Brazília   | 5 | 1             |               | Göteborg  | Göteborg      | Göteborg      |               |       |       |
|  | Brazília       | Brazília       |              |            |   |               |               | NSZK      | NSZK          | 3             |               |       |       |
|  | Wales          | Wales          | 0            |            |   |               |               | NSZK      | NSZK          | 3             |               |       |       |
|  | Wales          | Wales          | 0            |            |   | Franciaország | Franciaország | 6         |               |               |               |       |       |
|  |                |                |              |            |   | Franciaország | Franciaország | 6         |               |               |               |       |       |

#### Negyeddöntők
| 1958. június 19. 19:00 |

| Franciaország                                | 4–0               | Észak-Írország |
| -------------------------------------------- | ----------------- | -------------- |
| Wisniewski 22' Fontaine 55' 63' Piantoni 68' | (1–0) Jegyzőkönyv |                |

| Idrottsparken, Norrköping Nézőszám: 12 000 Játékvezető: Juan Gardeazabal (spanyol) Asszisztensek: Nyikolaj Gavrilovics Latisev (szovjet), Bengt Andrén (svéd) |

| 1958. június 19. 19:00 |

| Svédország               | 2–0               | Szovjetunió |
| ------------------------ | ----------------- | ----------- |
| Hamrin 49' Simonsson 88' | (0–0) Jegyzőkönyv |             |

| Råsunda Stadion, Solna Nézőszám: 45 000 Játékvezető: Reginald Leafe (angol) Asszisztensek: Juan Brozzi (argentin), Georg Dragvoll (norvég) |

| 1958. június 19. 19:00 |

| Brazília | 1–0               | Wales |
| -------- | ----------------- | ----- |
| Pelé 66' | (0–0) Jegyzőkönyv |       |

| Ullevi, Göteborg Nézőszám: 25 000 Játékvezető: Friedrich Seipelt (osztrák) Asszisztensek: Maurice Guigue (francia), Albert Dusch (NSZK) |

| 1958. június 19. 19:00 |

| NSZK     | 1–0               | Jugoszlávia |
| -------- | ----------------- | ----------- |
| Rahn 12' | (1–0) Jegyzőkönyv |             |

| Malmö Stadion, Malmö Nézőszám: 20 000 Játékvezető: Raymon Wyssling (svájci) Asszisztensek: Joaquim Campos (portugál), Leo Helge (dán) |

#### Elődöntők
| 1958. június 24. 19:00 |

| Franciaország            | 2–5               | Brazília                          |
| ------------------------ | ----------------- | --------------------------------- |
| Fontaine 9' Piantoni 83' | (1–2) Jegyzőkönyv | Vavá 2' Didi 39' Pelé 52' 64' 75' |

| Råsunda Stadion, Solna Nézőszám: 27 000 Játékvezető: Mervyn Griffiths (walesi) Asszisztensek: Raymon Wyssling (svájci), Reginald Leafe (angol) |

| 1958. június 24. 19:00 |

| NSZK        | 1–3               | Svédország                       |
| ----------- | ----------------- | -------------------------------- |
| Schäfer 24' | (1–1) Jegyzőkönyv | Skoglund 32' Gren 81' Hamrin 88' |

| Ullevi, Göteborg Nézőszám: 50 000 Játékvezető: Zsolt István (magyar) Asszisztensek: Friedrich Seipelt (osztrák), Arthur Ellis (angol) |

#### A harmadik helyért
| 1958. június 28. 17:00 |

| NSZK                                 | 3–6               | Franciaország                                          |
| ------------------------------------ | ----------------- | ------------------------------------------------------ |
| Cieslarczyk 18' Rahn 52' Schäfer 84' | (1–3) Jegyzőkönyv | Fontaine 16' 36' 78' 89' Kopa 27' (11-esből) Douis 50' |

| Ullevi, Göteborg Nézőszám: 25 000 Játékvezető: Juan Brozzi (argentin) Asszisztensek: Arthur Ellis (angol), Bengt Lundell (svéd) |

#### Döntő
| 1958. június 29. 15:00 |

| Svédország                | 2–5               | Brazília                             |
| ------------------------- | ----------------- | ------------------------------------ |
| Liedholm 4' Simonsson 80' | (1–2) Jegyzőkönyv | Vavá 9' 32' Pelé 55' 90' Zagallo 68' |

| Råsunda Stadion, Solna Nézőszám: 51 800 Játékvezető: Maurice Guigue (francia) Asszisztensek: Albert Dusch (NSZK), Juan Gardeazabal (spanyol) |

## Díjak
| Az 1958-as labdarúgó-világbajnokság győztese |
| -------------------------------------------- |
| · Brazília · 1. cím                          |

## Gólszerzők
| 13 gólos - Just Fontaine 6 gólos - Pelé - Helmut Rahn 5 gólos - Vavá - Peter McParland 4 gólos - Zdeněk Zikán - Tichy Lajos - Kurt Hamrin - Agne Simonsson 3 gólos - Omar Oreste Corbatta - Raymond Kopa - Roger Piantoni - Hans Schäfer - Todor Veselinović | 2 gólos - Mazola - Milan Dvořák - Václav Hovorka - Derek Kevan - Maryan Wisniewski - Uwe Seeler - Juan Bautista Agüero - Florencio Amarilla - José Parodi - Jorge Lino Romero - Anatolij Iljin - Nils Liedholm - Ivor Allchurch - Aleksandar Petaković 1 gólos - Ludovico Avio - Norberto Menéndez - Karl Koller - Alfred Körner - Didi - Nílton Santos - Mário Zagallo - Jiří Feureisl | - Tom Finney - Johnny Haynes - Yvon Douis - Jean Vincent - Hans Cieslarczyk - Bencsics József - Bozsik József - Sándor Károly - Jaime Belmonte - Wilbur Cush - Cayetano Ré - Sammy Baird - Bobby Collins - Jackie Mudie - Jimmy Murray - Alekszandr Ivanov - Valentyin Ivanov - Nyikita Szimonyan - Gunnar Gren - Lennart Skoglund - John Charles - Terry Medwin - Radivoje Ognjanović - Zdravko Rajkov |

## Végeredmény
Az első négy helyezett utáni sorrend nem tekinthető hivatalosnak, mivel ezekért a helyekért nem játszottak mérkőzéseket. Ezért e helyezések meghatározása a következők szerint történt:
1. több szerzett pont,
2. jobb gólkülönbség,
3. több szerzett gól,
4. nemzetnév.

A hazai csapat eltérő háttérszínnel kiemelve.

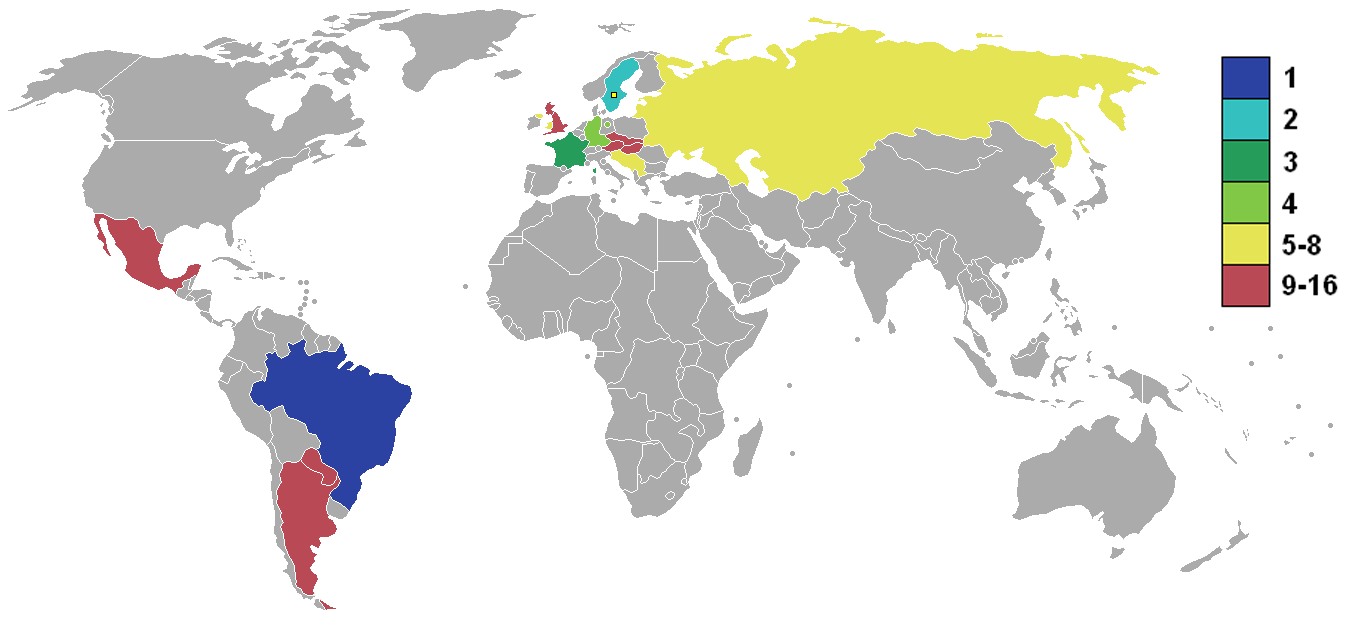
Az 1958-as labdarúgó-világbajnokságon részt vevő országok helyezései

| Helyezés                  | Nemzet         | M | Gy | D | V | G+ | G– | Gk  | P  |
| ------------------------- | -------------- | - | -- | - | - | -- | -- | --- | -- |
| Arany                     | Brazília       | 6 | 5  | 1 | 0 | 16 | 4  | +12 | 11 |
| Ezüst                     | Svédország     | 6 | 4  | 1 | 1 | 12 | 7  | +5  | 9  |
| Bronz                     | Franciaország  | 6 | 4  | 0 | 2 | 23 | 15 | +8  | 8  |
| 4                         | NSZK           | 6 | 2  | 2 | 2 | 12 | 14 | −2  | 6  |
| A negyeddöntőben estek ki |                |   |    |   |   |    |    |     |    |
| 5                         | Wales          | 5 | 1  | 3 | 1 | 5  | 5  | 0   | 5  |
| 6                         | Szovjetunió    | 5 | 2  | 1 | 2 | 5  | 6  | −1  | 5  |
| 7                         | Észak-Írország | 5 | 2  | 1 | 2 | 6  | 10 | −4  | 5  |
| 8                         | Jugoszlávia    | 4 | 1  | 2 | 1 | 7  | 7  | 0   | 4  |
| A csoportkörben estek ki  |                |   |    |   |   |    |    |     |    |
| 9                         | Csehszlovákia  | 4 | 1  | 1 | 2 | 9  | 6  | +3  | 3  |
| 10                        | Magyarország   | 4 | 1  | 1 | 2 | 7  | 5  | +2  | 3  |
| 11                        | Anglia         | 4 | 0  | 3 | 1 | 4  | 5  | −1  | 3  |
| 12                        | Paraguay       | 3 | 1  | 1 | 1 | 9  | 12 | −3  | 3  |
| 13                        | Argentína      | 3 | 1  | 0 | 2 | 5  | 10 | −5  | 2  |
| 14                        | Skócia         | 3 | 0  | 1 | 2 | 4  | 6  | −2  | 1  |
| 15                        | Ausztria       | 3 | 0  | 1 | 2 | 2  | 7  | −5  | 1  |
| 16                        | Mexikó         | 3 | 0  | 1 | 2 | 1  | 8  | −7  | 1  |